# Робер де Блуа
Робе́р де Блуа́ (Робер из Блуа; фр. Robert de Blois) — французский трувер второй половины XIII века, родом из Блуа; автор повествовательных, лирических, педагогических и религиозных сочинений.
В отделе манускриптов Парижской национальной библиотеки сохранилась его поэма «Beaudous» — род педагогического романа, смешанного с рыцарскими легендами, включающая:
- религиозные поэмы: «О Троице» (De la Trinité), «Проповедь» (Sermon) и «Сотворение мира» (Création du monde);
- идиллический куртуазный роман «Флорис и Лириопа» (Floris et Lyriopé), написанный под влиянием французских переводов Овидия и охарактеризованный ЭСБЕ как мифологическая сказка;
- руководства по хорошему тону «Enseignement des princes», «Chastoiement des dames», «Honneur des dames», «D’amour»;

в поэме более десяти тысяч стихов.